# Lisa Naalsund
Lisa Fjeldstad Naalsund (Bergen, 11 giugno 1995) è una calciatrice norvegese, centrocampista del Manchester United e della nazionale norvegese.

## Palmarès

### Club
- Campionato norvegese: 1

Sandviken: 2021